# Tony Burke
Tony Burke (właśc. Anthony Stephen Burke, ur. 4 listopada 1969 w Sydney) – australijski polityk, członek Australijskiej Partii Pracy (ALP), w latach 2007-2013 członek gabinetu federalnego, gdzie zajmował szereg stanowisk ministerialnych.

## Życiorys
Skończył studia prawnicze na Uniwersytecie w Sydney. Był założycielem firmy szkoleniowej Aticus, a w latach 1997–2003 pracował na etacie w największej australijskiej centrali związkowej. W 2003 został wybrany do Rady Legislacyjnej Nowej Południowej Walii, gdzie przewodniczył komitetowi ds. rozwoju stanowego. Rok później uzyskał mandat w federalnej Izbie Reprezentantów. W latach 2005–2007 zasiadał w labourzystowskich gabinetach cieni. Po wygranych przez ALP wyborach, w grudniu 2007 stanął na czele resortu rolnictwa. We wrześniu 2010 został stamtąd przeniesiony na urząd ministra ds. zrównoważonego rozwoju, środowiska, wody, ludności i społeczności lokalnych. Dodatkowo 5 marca 2013 został wiceprzewodniczącym Federalnej Rady Wykonawczej, a 25 marca ministrem sztuki. W lipcu 2013, gdy do władzy powrócił premier Kevin Rudd, zastępując Julię Gillard, Burke stracił nadzór nad kwestiami ekologicznymi, za to do jego portfolio ministerialnego włączono sprawy imigracji, obywatelstwa i multikulturalizmu.
Opuścił rząd we wrześniu 2013, co miało związek z przegranymi przez ALP wyborami, po których partia ta przeszła do opozycji.